# 張翼 (崇禎進士)
张翼（？—？），號负青，河南归德府夏邑县人，明末清初官员。

## 生平
崇祯三年（1630年）庚午科舉人，十三年（1640年）庚辰科進士，吏部观政，授中书舍人，仕至安陆府推官。

## 引用
1. ↑  《崇禎十三年庚辰科進士三代履歷》：张翼，曾祖佩；祖汝爵；父一贯，儒官、乡饮正宾。负青，易二房，甲寅年九月初四日生，夏邑县人，庚午二十一名，会试二百三十七名，三甲二百二十二名。吏部观政。
2. ↑  《归德府志》